# Олехновицька сільська рада
Олехновицька сільська рада (біл. Аляхновіцкі сельсавет) — адміністративно-територіальна одиниця в складі Молодечненського району розташована в Мінській області Білорусі. Адміністративний центр — Олехновичі.
Олехновицька сільська рада розташована в центрі Білорусі, у західній частині Мінської області орієнтовне розташування — супутникові знимки, південний схід від Молодечного.
До складу сільради входять 20 населених пунктів:
- Бальцери • Бортники • Гойжево • Дуброва • Єленка • Койтени • Корсаковичі • Кривенки • Кухарі • Новосілки 1 • Новосілки 2 • Олехновичі • Позняки • Попівщина • Русалишки • Старинки • Сисуни • Токарівщина • Уша 2.